# Hoplodrina brunnescens
Hoplodrina brunnescens är en fjärilsart som beskrevs av Barend J. Lempke 1952. Hoplodrina brunnescens ingår i släktet Hoplodrina och familjen nattflyn. Inga underarter finns listade i Catalogue of Life.